# Thất kiếm anh hùng
Thất kiếm anh hùng (chữ Hán: 虹猫蓝兔七侠传) (phiên âm: Hồng Miêu Lam Thố Thất Hiệp Truyện) là 1 bộ phim hoạt hình thiếu nhi của Trung Quốc sản xuất từ năm 2006 đến năm 2011 của đạo diễn Tô Chân, phim được phát sóng trên CCTV Children. Tại Việt Nam có bốn phần được TVM Corp. mua bản quyền và phát sóng trên các kênh HTV3, VTVCab 8 - Bibi, Sao TV - SCTV3 và Kids & Family TV - VTC11, tập đầu tiên phát sóng vào ngày 14 tháng 11 năm 2011.

### Phần 1
| Nhân vật        | Diễn viên lồng tiếng | Diễn viên lồng tiếng |
| Nhân vật        | Trung Quốc(2006)     | Việt Nam(2011)       |
| --------------- | -------------------- | -------------------- |
| Hồng Miêu       | Phó Dĩ Lâm           | Anh Tuấn             |
| Lam Thố         | Yến Đình             | Ngọc Quyên           |
| Sa Lệ           | Lưu Dung             | Thùy Tiên            |
| Đại Bôn         | Trương Hoài Vũ       | Quốc Tín             |
| Khiêu Khiêu     | Tiêu Duệ             | Minh Vũ              |
| Đậu Đậu         | Lưu Quyên            | Hoàng Sơn            |
| Đạt Đạt         | Lương Thực Chi       | Tiến Đạt             |
| Bạch Miêu       | Trương Hoài Vũ       | Bá Nghị              |
| Đạt Phu nhân    | Lưu Kiệt             | Thanh Hồng           |
| Hắc Tâm Hổ      | Ninh Cẩm Luân        | Chơn Nhơn            |
| Hắc Tiếu Hổ     | Châu Chính Quân      | Kiêm Tiến            |
| Trư Vô Giới     | Liêu Tân Tinh        | Minh Triết           |
| Ngưu Toàn Phong | Chu Bác              | Trường Tân           |
| Mã Tam Nương    | Viên Văn Quân        | Lê Hà                |
| Lục Tẩu         | Phó Dĩ Lâm           | Huỳnh An             |

### Phần 2
| Nhân vật     | Diễn viên lồng tiếng | Diễn viên lồng tiếng |
| Nhân vật     | Trung Quốc(2008)     | Việt Nam(2012)       |
| ------------ | -------------------- | -------------------- |
| Hồng Miêu    | Phó Dĩ Lâm           | Anh Tuấn             |
| Lam Thố      | Yến Đình             | Ngọc Quyên           |
| Sa Lệ        | Lưu Dung             | Thùy Tiên            |
| Đại Bôn      | Trương Hoài Vũ       | Quốc Tín             |
| Khiêu Khiêu  | Tiêu Duệ             | Minh Vũ              |
| Đậu Đậu      | Lưu Quyên            | Hoàng Sơn            |
| Đạt Đạt      | Hoàng Thành          | Tiến Đạt             |
| Đại Lang     | Khương Hoa           | Trần Vũ              |
| Nhị Lang     | Từ Vĩ                | Chơn Nhơn            |
| Tam Lang     | Vương Vỹ Tường       | Gia Trí              |
| Tiểu Kính Tử | Vương Tử Vy          | Quỳnh Giao           |
| Linh Nhi     | Vương Na             | Lê Hà                |
| Hoàng Hậu    | Viên Văn Quân        | Kim Phước            |
| Đại Tế Tư    | Khương Hoa           | Hạnh Phúc            |
| Hắc Sát      | Ninh Cẩm Luân        | Trường Tân           |
| Bạch Sát     | Châu Chính Quân      | Minh Triết           |

### Phần 3
| Nhân vật            | Diễn viên lồng tiếng | Diễn viên lồng tiếng |
| Nhân vật            | Trung Quốc(2009)     | Việt Nam(2012)       |
| ------------------- | -------------------- | -------------------- |
| Hồng Miêu           | Phó Dĩ Lâm           | Anh Tuấn             |
| Lam Thố             | Vương Tử Vy          | Ngọc Quyên           |
| Sa Lệ               | Lưu Dung             | Thùy Tiên            |
| Đại Bôn             | Lý Ưng Minh          | Quốc Tín             |
| Khiêu Khiêu         | Trần Hoành Thiết     | Minh Vũ              |
| Đậu Đậu             | Phong Đại Vy         | Hoàng Sơn            |
| Đạt Đạt             | Tạ Giao              | Tiến Đạt             |
| Mạc Tương           | Long Tiếu            | Trường Tân           |
| Tuyết Nhi           | Vương Súy            | Minh Chuyên          |
| Linh Sơn Môn Chủ    | Khương Hoa           | Trí Luân             |
| Mạc Thù             | Trương Di Trụ        | Chơn Nhơn            |
| Hắc Phong           | Châu Chính Quân      | Kiêm Tiến            |
| Hắc Vũ              | Dương Dung           | Lê Hà                |
| Hỏa Vân Kiếm chủ    | Triệu Vũ             | Trần Vũ              |
| Hỏa Viêm Kiếm chủ   | Tô Tiệp              | Gia Trí              |
| Phu nhân Tuyết Tinh | Lưu Quyên            | Ngọc Châu            |

### Phần 4
| Nhân vật        | Diễn viên lồng tiếng | Diễn viên lồng tiếng |
| Nhân vật        | Trung Quốc(2011)     | Việt Nam(2012)       |
| --------------- | -------------------- | -------------------- |
| Hồng Miêu       | Phó Dĩ Lâm           | Anh Tuấn             |
| Lam Thố         | Lưu Niệm             | Ngọc Quyên           |
| Sa Lệ           | Lưu Dung             | Thùy Tiên            |
| Đại Bôn         | Trương Hoài Võ       | Quốc Tín             |
| Khiêu Khiêu     | Tiêu Duệ             | Minh Vũ              |
| Đậu Đậu         | Phong Đại Vy         | Hoàng Sơn            |
| Đạt Đạt         | Hoàng Thành          | Tiến Đạt             |
| Tiểu Ly         | Lưu Quyên            | Trường Tân           |
| Tiểu Tiểu Hắc   | Vương Na             | Thùy Tiên            |
| Thủy Đinh Đương | Ngô Hiểu Lôi         | Khánh Vân            |
| Thủy Linh Linh  | ?                    | Lê Hà                |
| Quy Cửu Cửu     | ?                    | Chơn Nhơn            |
| Gấu Kiên Cường  | Lý Ưng Minh          | Gia Trí              |
| Hàn Thiên       | Hoàng Thành          | Minh Vũ              |
| Tí Tẹo          | ?                    | Minh Triết           |
| Lưu Bảo Bảo     | ?                    | Kiêm Tiến            |

### Phim điện ảnh (2010)
| Nhân vật        | Diễn viên lồng tiếng |
| Nhân vật        | Trung Quốc           |
| --------------- | -------------------- |
| Hồng Miêu       | Tạ Na                |
| Lam Thố         | Viên Tuệ Mẫn         |
| Sa Lệ           | Ngô Hân              |
| Đại Bôn         | Trương Hoài Võ       |
| Khiêu Khiêu     | Lý Duy Gia           |
| Đậu Đậu         | Lưu Quyên            |
| Đạt Đạt         | Hoàng Thành          |
| Tiểu Ly         | Tạ Na                |
| Tiểu Phong      | Vương Na             |
| Đa Đầu          | Hà Quỳnh             |
| Hắc Long        | Đồ Hải Đào           |
| Đại sư Thiên Âm | Trương Hoài Vũ       |
| Tiểu Phì        | Hùng Nhuệ            |
| Phượng Hoàng    | Lưu Dung             |

## Tổng quan
| Phần | Tên gốc            | Dịch nghĩa                               | Thời lượng               | Năm phát sóng      |
| ---- | ------------------ | ---------------------------------------- | ------------------------ | ------------------ |
| 1    | 虹猫蓝兔七侠传     | Hồng Miêu, Lam Thố và Thất hiệp truyện   | 108 tập                  | Năm 2006           |
| 2    | 虹猫蓝兔阿木星     | Hồng Miêu, Lam Thố và A Mộc Tinh         | 30 tập                   | Năm 2007           |
| 3    | 虹猫仗剑走天涯     | Hồng Miêu cùng trượng kiếm đến chân trời | 108 tập                  | Năm 2008           |
| 4    | 虹猫蓝兔光明剑     | Hồng Miêu, Lam Thố và Quang Minh Kiếm    | 79 tập (quốc tế: 80 tập) | Năm 2009           |
| -    | 虹猫蓝兔火凤凰     | Hồng Miêu, Lam Thố và Phượng Hoàng Lửa   | 1 giờ 28 phút            | 5 tháng 2 năm 2010 |
| 5    | 虹猫蓝兔之勇者归来 | Hồng Miêu, Lam Thố - Anh hùng trở lại    | 52 tập(thực tế 104 tập)  | Năm 2010           |

## Nội dung

### Phần một
Bộ phim lấy bối cảnh năm 347 trước công nguyên. 50 năm trước, Hắc Tâm Hổ - Giáo chủ Ma giáo tham vọng muốn bắt Kỳ Lân uống máu để gia tăng công lực, xưng bá võ lâm. Lần đó hắn đã bị Thất Kiếm hợp bích đánh bại nhưng không chết và bị trọng thương. 50 năm sau, Hắc Tâm Hổ hồi phục và quay lại tìm Bạch Miêu - Trường Hồng Kiếm Chủ - để báo mối thù năm xưa, và quyết bắt cho được Kỳ Lân. Nhận thấy tình hình nguy cấp, Bạch Miêu trao lại Trường Hồng Kiếm cho con trai mình, Hồng Miêu, cùng 7 con bồ câu đưa thư, là đại diện cho 7 thanh kiếm. Ông căn dặn cậu phải bảo vệ Kỳ Lân, vượt qua muôn vàn khó khăn để tìm và tập hợp các truyền nhân còn lại, để Thất Kiếm có thể hợp bích lần nữa, tiêu diệt Hắc Tâm Hổ một lần và mãi mãi. Sau khi Hồng Miêu khăn gói lên đường, Bạch Miêu đã quyết một trận tử chiến với Ma giáo. Trong thời khắc quyết định, Hỏa Vũ Lôi Phong kiếm pháp của ông đã khiến Hắc Tâm Hổ bị thương, Ma giáo tổn thất vô số, nhưng cái giá phải trả là ông đã hi sinh tính mạng để bảo vệ khu rừng.
Sau cái chết của cha, Hồng Miêu nén đau thương, và bắt đầu cuộc hành trình tìm 6 tay kiếm còn lại, Thất Kiếm hợp bích tiêu diệt Ma giáo trả thù cho cha. Cậu bị Trư Vô Giới và Ngưu Toàn Phong truy sát, được Lam Thố - Cung chủ Ngọc Thiềm Cung, chủ nhân Băng Phách Kiếm cứu chữa. Hồng Miêu bị thương và bị trúng độc, không thể vận công trong 7 ngày. Nhờ vào tài trí của Lam Thố, cùng với sự giúp đỡ của Đại Bôn và Khiêu Khiêu - Hộ Pháp của Ma giáo, 2 người thành công Song Kiếm hợp bích đánh bại Trư Vô Giới và Ngưu Toàn Phong, lên đường tìm tay kiếm thứ 3.
Đến một quán trọ, cặp đôi gặp bà chủ là Mã Tam Nương. Cô ta tự xưng mình là truyền nhân của Tử Vân Kiếm. Hồng Miêu và Lam Thố đều bị thương sau trận Ngọc Thiềm Cung nên được Mã Tam Nương dẫn vào mật thất trị thương. Đại Bôn vô tình gặp được Sa Lệ, một cô gái câm, đang làm việc sai vặt cho quán trọ. Phát hiện Sa Lệ có điều bất thường, Hồng Miêu bắt đầu điều tra. Cậu phát hiện Sa Lệ mới là Tử Vân Kiếm Chủ thực sự, còn Mã Tam Nương là tay sai được Hắc Tâm Hổ cài vào hàng ngũ Thất Kiếm. Sa Lệ nhiều lần bị Mã Tam Nương hãm hại, cô bị Mã Tam Nương cho uống Tiêu Hồn Tán và trở nên nguy kịch. Hồng Miêu gặp lại Khiêu Khiêu, biết Khiêu Khiêu là người tốt, muốn nhờ Khiêu Khiêu đưa Sa Lệ đến Lục Kỳ Các tìm Thần y Đậu Đậu chữa trị. Cùng lúc đó, Hắc Tiểu Hổ - Thiếu chủ Ma giáo, con trai Hắc Tâm Hổ xuất sơn. Hắn liên thủ với Trư Vô Giới gây bao khó khăn cho nhóm Hồng Miêu. Tam Kiếm hợp bích thành công đẩy lui Ma giáo, nhưng Mã Tam Nương lại bị Hắc Tiểu Hổ 1 chưởng đánh trọng thương. Cả nhóm đột phá vòng vây, tức tốc lên đường đến Lục Kỳ Các.
Tình hình Sa Lệ ngày càng xấu đi. Khiêu Khiêu trong lúc lên núi vô tình đụng phải Thần y đang trên đường ra ngoài nghiên cứu. Khiêu Khiêu nêu rõ sự tình, Đậu Đậu đồng ý cứu chữa. Biết Sa Lệ trúng Tiêu Hồn Tán, Đậu Đậu ngay lập tức lên đường tìm quyển Y Thư Đệ Nhất Thiên Hạ. Nhóm Hồng Miêu cũng đến nơi, thấy Đậu Đậu vừa ra ngoài, sợ Ma giáo đang đuổi đến gần, Hồng Miêu nhanh chóng đi theo yểm trợ. Lấy được Y Thư, Đậu Đậu nói cần phải lấy được Bích Huyết Chân Tình Thất Diệp Hoa ở Thập Lý Hoa Lan mới có thể cứu sống Sa Lệ. Lam Thố được chọn đi lấy hoa, vì hoa này chỉ nở khi được tưới bằng máu của trinh nữ. Sa Lệ được cứu, nhưng bị phế tay phải. Mất hết ý chí, cô quyết tìm Mã Tam Nương trả thù. Đại địch trước mắt, Hồng Miêu khuyên cô nên tạm thời gạt bỏ thù hận, chuyên tâm luyện kiếm tay trái, đợi Thất Kiếm hợp bích tiêu diệt Ma giáo, lúc đó trả thù cũng chưa muộn.
Nhóm Hồng Miêu biết được Đậu Đậu chính là chủ nhân Vũ Hoa Kiếm, họ chia ra hành động. Đại Bôn được Đậu Đậu chỉ dẫn và giao trách nhiệm trị thương cho Mã Tam Nương. Hồng Miêu, Lam Thố, Đậu Đậu cố thủ trong Lục Kỳ Các. Sa Lệ biết Mã Tam Nương đang bị thương, ý chí trả thù lại sục sôi. Đại Bôn khuyên cô nên nghe lời Hồng Miêu, nếu bây giờ giết Mã Tam Nương, Thất Kiếm sẽ thiếu mất Tử Vân Kiếm, Sa Lệ lại không dùng kiếm được, không thể tiêu diệt Ma giáo. Trư Vô Giới đuổi đến, Sa Lệ bị rơi xuống vực, Ngưu Toàn Phong vì bảo vệ Đại Bôn mà hy sinh. Bất lực nhìn 2 người bạn ra đi trước mắt, Đại Bôn không khỏi đau lòng, cậu trở về Bôn Lôi Sơn Trang. Sa Lệ rơi xuống vực nhưng không chết, may mắn tìm được bí kíp tu luyện kiếm pháp tay trái. Cô hiểu ra đạo lý trong kiếm pháp và đến Thập Lý Hoa Lan tu luyện. Ở Lục Kỳ Các, Tứ Kiếm hợp bích thành công đánh lui Thiên Ma Loạn Vũ của Hắc Tiểu Hổ, cả nhóm lên đường đến Bôn Lôi Sơn Trang.
Hắc Tiểu Hổ đuổi kịp nhóm Hồng Miêu, dùng từ trận để vô hiệu hóa kiếm của họ. Hắn lại còn triệu tập 5 tên thuộc hạ, tượng trưng cho ngũ hành (Kim, Mộc, Thủy, Hỏa, Thổ) giúp sức. Nhận thấy sức mạnh của sấm sét có thể hóa giải từ trận, nhóm Hồng Miêu quyết định chia ra hành động. 1 nhóm ở lại cầm chân Hắc Tiểu Hổ, 1 nhóm đi đến Bôn Lôi Sơn Trang tìm Bôn Lôi Kiếm Chủ giúp sức. Hắc Tiểu Hổ nhận ra điều này, sai Trư Vô Giới cùng Thập Tam Thái Bảo đuổi theo đến Bôn Lôi Sơn Trang.
Đại Bôn vì đau buồn mà suốt ngày mượn rượu giải sầu. Mẹ cậu tìm đủ mọi cách giúp cậu cai rượu nhưng không thành. Ma giáo đã nhanh hơn một bước, biết Đại Bôn là Bôn Lôi Kiếm Chủ, nên đã bắt cóc mẹ cậu, ép cậu giao Bôn Lôi Kiếm ra. Mẹ cậu vì muốn bảo vệ Thất Kiếm nên đã chọn hy sinh. Sau cái chết của mẹ, Đại Bôn cai rượu thành công, lấy được Bôn Lôi Kiếm, quay lại trợ giúp nhóm Hồng Miêu. Hắc Tiểu Hổ vận thần công Thiên Ma Loạn Vũ, cộng với 5 tên thuộc hạ giúp sức cũng không chống lại nổi và bị trọng thương.
Tại Động Hắc Hổ, Hắc Tâm Hổ lên cơn khát máu, phải uống máu người để làm dịu cơn điên loạn. Khiêu Khiêu nhân lúc 2 tên hộ pháp thân cận của hắn ẩu đả lẫn nhau, đã thành công lừa Hắc Tâm Hổ đến vùng có sấm sét. Cha mẹ Khiêu Khiêu lúc trước bị Hắc Tâm Hổ giết hại, cậu chính là truyền nhân của Thanh Quang Kiếm, trà trộn vào Ma giáo nhằm chờ đợi thời cơ giết Hắc Tâm Hổ. Cậu cài trang thành hắc y nhân, dùng Thanh Quang Kiếm tập trung sấm sét lại và giáng đòn vào Hắc Tâm Hổ. Tuy có thể gây thương tích cho hắn, song hắn quá mạnh, nên Khiêu Khiêu bị dính Hắc Tâm Sát Chưởng, buộc phải tháo chạy.
Trở lại nhóm Hồng Miêu, Hắc Tâm Hổ dùng kế, sai Trư Vô Giới đóng giả Kỳ Lân, loan tin cho Thất Kiếm cũng như cha mình về việc Kỳ Lân xuất hiện. Hồng Miêu bán tín bán nghi, cũng đi theo điều tra. Cậu lọt vào mai phục của Hắc Tiểu Hổ, cậu bị thương và bị trúng độc. Nhận tin Hắc Tâm Hổ đã đến, Lam Thố cũng ở gần đó, sợ người thương bị cha làm hại, hắn lao lên giao đấu với Lam Thố, nhanh trí cho cô uống Thôi Tâm Đơn, khiến Hắc Tâm Hổ tin rằng cô đã chết. Xong chuyện, Hắc Tiểu Hổ cho cô uống thuốc giải, đồng thời liệu thương giúp cô. Hắn đưa cô 2 viên thuốc giống hệt nhau, bảo rằng dùng để giải trừ tác dụng phụ của 2 loại thuốc kia. Hắn còn nói Hồng Miêu có thể dùng thuốc này để giải độc. Lam Thố bẻ cả 2 viên ra làm đôi, rồi uống mỗi viên 1 nửa. Nhận thấy không có vấn đề, cô cảm ơn Hắc Tiểu Hổ rồi nhanh chóng rời đi.
Hồng Miêu sau khi uống thuốc giải đã tỉnh lại, cậu vận công điều khí trị thương. Hắc Tiểu Hổ lại đuổi đến, đập vỡ bình máu tươi trước cửa hang động. Hồng Miêu đang vận công, nghe mùi máu lập tức trở nên điên loạn. Đậu Đậu suy đoán Hồng Miêu đã trúng Huyết Ma Điên Độc, khiến người trúng độc một khi ngửi thấy mùi máu thì lại lên cơn thèm uống máu, dần dần nạn nhân sẽ trở thành đại ma đầu như Hắc Tâm Hổ, chỉ có Linh Tuyền Bảo Ngọc ở Thập Lý Hoa Lan mới có thể chữa lành. Mọi người mở đường và cầm chân Hắc Tiểu Hổ để Hồng Miêu đi mượn bảo ngọc. Hắc Tiểu Hổ sai Trư Vô Giới ở lại giữ chân Thất Kiếm, còn mình đuổi theo Hồng Miêu.
Lấy được bảo ngọc, Hồng Miêu như sống lại. Cậu vận khí trị thương, nhưng khi mở mắt ra, cậu thấy cảnh vật xung quanh thay đổi. Cây cối héo úa, nước suối ngừng chảy, động vật đua nhau chạy trốn. Cảm thấy không thể vì bản thân mà liên lụy muôn loại, Hồng Miêu trả bảo ngọc lại chỗ cũ, cảnh vật lập tức xanh tươi trở lại. Đúng lúc đó độc tính phát tác, Hồng Miêu ngất đi rồi trôi theo dòng nước. Hắc Tiểu Hổ đuổi đến, hắn che mặt lại rồi cướp Linh Tuyền Bảo Ngọc. Bị Đạt Đạt - chủ nhân Thập Lý Hoa Lan, cũng là truyền nhân của thanh kiếm cuối cùng - Toàn Phong Kiếm phát hiện, hắn tự xưng là Hồng Miêu, muốn mượn ngọc để giải độc rồi nhanh chân tẩu thoát. Đạt Đạt tìm được Trường Hồng Kiếm ở ven suối, đoán chắc Hồng Miêu là kẻ xấu, liền tức tốc trở vè nhà.
Hồng Miêu trôi dạt đến nhà Đạt Đạt, được Đạt phu nhân và Sa Lệ phát hiện đưa về cứu chữa. Nhóm bạn cũng đã đến nơi, nhận thấy Đạt Đạt hiểu lầm Hồng Miêu, cả nhóm ra sức khuyên ngăn. Đoán chắc là âm mưu của Ma giáo, ai nấy cũng đều lo lắng cho tình trạng của Hồng Miêu. Hồng Miêu tỉnh lại, ngửi thấy mùi máu từ vết thương của mình, cậu lại lên cơn điên loạn. Đạt Đạt trở về, hiểu lầm Hồng Miêu muốn ám toán vợ và đứa con chưa chào đời của mình, Đạt Đạt nhốt Hồng Miêu vào hầm băng ngàn năm rồi khóa cửa lại.
Hắc Tiểu Hổ biết tin, vội nghĩ kế khiến hiểu lầm giữa Thất Kiếm càng tăng lên. Hồng Miêu lúc này nhờ các bạn bố trí xích sắt thu lôi, muốn mượn sức mạnh sấm sét để loại bỏ độc tính. Cậu thành công loại bỏ Huyết Ma Điên Độc, nhưng đòn sấm sét đó khiến cậu bị mất hết võ công. Hắc Tiểu Hổ hẹn Hồng Miêu đến vách núi, ép cậu nhảy xuống vách núi để cứu bạn bè. Hồng Miêu nhảy xuống, nhưng đã có chuẩn bị từ trước. Cậu được Sa Lệ, lúc này đã thuần thục kiếm pháp tay trái cứu giúp và đưa đến nơi luyện công bí mật. Hắc Tiểu Hổ thì cải trang thành Hồng Miêu, trà trộn vào nội bộ Thất Kiếm, dùng tính mạng của Đạt phu nhân để uy hiếp Đạt Đạt, ép cậu phải làm theo lệnh hắn. Cả nhóm, bao gồm cả Mã Tam Nương (trừ Lam Thố) đều bị Hắc Tiểu Hổ khống chế bằng Chiêu Hồn Dụ, thứ trước đây Mã Tam Nương dùng khống chế Sa Lệ, ép cô giao ra bí kíp Tử Vân Kiếm Pháp. Hắn muốn thay Hồng Miêu thực hiện Thất Kiếm hợp bích, đợi Kỳ Lân xuất hiện rồi sẽ tiêu diệt Thất Kiếm.
Hồng Miêu được Sa Lệ giúp sức, ngày ngày khổ luyện Hỏa Vũ Lôi Phong kiếm pháp. Cậu nhanh chóng luyện đến tầng 9. Tầng cao nhất là tầng 10, cậu vẫn chưa lĩnh hội được, thì hay tin Thất Kiếm đang bị Hắc Tiểu Hổ khống chế. Cậu cùng Sa Lệ tức tốc trở về ứng cứu. Hồng Miêu cứu Đạt phu nhân, Sa Lệ đi lấy Linh Tuyền Bảo Ngọc. Bên phía này, Lam Thố biết được Đậu Đậu đã chế ra thuốc giải cho Chiêu Hồn Dụ từ lúc chữa trị cho Sa Lệ, cô tương kế tựu kế. Cô đánh tráo Trường Hồng Kiếm, mang kiếm thật giấu đi. Lúc Hắc Tiểu Hổ cho gọi tất cả để cùng nhau Thất Kiếm hợp bích, Hồng Miêu đã trở về. Biết Đạt phu nhân đã trốn thoát, Linh Tuyền Bảo Ngọc bị cướp lại, Hắc Tiểu Hổ thẹn quá hóa giận, 1 chưởng đánh chết Trư Vô Giới. Lam Thố giải khống chế cho mọi người, đồng thời trao lại kiếm cho Hồng Miêu. Nhìn thấy bồ câu đưa thư liều mạng bảo vệ mình, cậu hiểu ra đạo lý tầng 10 Hỏa Vũ Lôi Phong kiếm pháp. Lần này, với sức mạnh của Hỏa Vũ Lôi Phong kiếm pháp, Hồng Miêu thành công phá giải Thiên Ma Loạn Vũ và đả thương Hắc Tiểu Hổ.
Không chấp nhận thất bại, Hắc Tiểu Hổ cho đặt bom khắp nơi, nhằm triệt đường sống của Thất Kiếm. Nhận thấy cả nhóm sắp trốn thoát, hắn ôm bom rồi chạy thẳng đến, vô tình đạp ngay phải bom đã chôn trước đó. Hắc Tiểu Hổ chết trong uất hận. Quyết tâm báo thù cho con, Hắc Tâm Hổ triệu tập toàn bộ binh lực Ma giáo, quyết bao vây giết bằng được Thất Kiếm. Mã Tam Nương lúc này mới lộ rõ bản chất, muốn Thất Kiếm hợp bích giết Hắc Tâm Hổ, rồi ả sẽ một mình độc chiếm Kỳ Lân, giết chết Thất Kiếm. Hồng Miêu tương kế tựu kế, bảo Sa Lệ chờ ở gần đó, khi nào giết được Hắc Tâm Hổ sẽ là thời cơ để cô báo thù Mã Tam Nương. Thất Kiếm hợp bích thành công tiêu diệt Hắc Tâm Hổ cùng bè lũ Ma giáo. Thế nhưng cả nhóm ai cũng bị thương nặng. Mã Tam Nương chớp thời cơ, triệu tập thuộc hạ nhằm giết hết Thất Kiếm. Sa Lệ xuất hiện, 1 đường kiếm giết chết Mã Tam Nương và lũ thuộc hạ. Hòa bình trở lại với muôn loài.

### Phần hai
Mã Tam Nương sau khi bị Sa Lệ tiêu diệt nhưng chưa chết, quyết tìm lại con trai để báo thù

### Phần ba
Sau khi tiêu diệt nhóm Hắc Tâm Hổ, danh tiếng của nhóm thất hiệp vang xa. Cũng lúc này vì sự kiện "thiên ngoại phi thiên", bộ tộc chuột đã cài gián điệp vào nhóm thất hiệp nhằm thăm dò. Từ đó gây ra sự xung đột giữa Thiên Lang Môn với nhóm thất hiệp.

### Phần bốn
Sau khi dẹp loạn âm mưu của bộ tộc chuột, nhóm thất hiệp lại đi giải cứu thiên hạ bởi Linh Sơn Môn Chủ đã tạo Hắc Long Kiếm. Nhóm thất hiệp đi tìm truyền nhân đúc kiếm Quang Minh đối phó Hắc Quang Kiếm và gặp muôn trùng khó khăn.

### Phim điện ảnh
Là phần lần đầu gặp Tiểu Ly. Ở phần này, Hắc long bị gian cầm đã trở lại và Tiểu Phong - Phượng Hoàng Lửa đã hi sinh để phong ấn nó.

### Phần năm
Ở phần này vô tình nhóm thất kiếm đến một nơi kì lạ, rơi xuống một dòng sông 5 thất hiệp biến thành những em bé sơ sinh, chỉ duy Lam Thố và Hồng Miêu bình thường. Nhưng Lam Thố bị mất hết trí nhớ và vẫn nhớ một chút võ công, còn Hồng Miêu thì bị mất hết võ công. Hồng Miêu tập lại võ công từ đầu và tìm cách đưa nhóm bạn trở về như cũ.

## Danh sách tập

### Phần một
| #   | Tên tập phim                                          |
| --- | ----------------------------------------------------- |
| 1   | "Ma đạo tái xuất" (魔道出)                            |
| 2   | "Biển lửa" (火海突围)                                 |
| 3   | "Hẻm tuyệt mệnh" (绝命险崖)                           |
| 4   | "Sào huyệt Hắc Hổ" (黑虎魔窟)                         |
| 5   | "Cung Ngọc Thiềm" (玉蟾宫)                            |
| 6   | "Trận chiến Đào Hoa Lâm" (桃花林之战)                 |
| 7   | "Trận chiến trên nước" (水面之战)                     |
| 8   | "Hỗn Thế Ma Vương" (混世魔王)                         |
| 9   | "Lam Thố thêu hoa" (蓝兔绣花)                         |
| 10  | "Ma giáo giao chiến" (魔出内讧)                       |
| 11  | "Trận chiến rừng trúc" (竹林之战)                     |
| 12  | "Đêm tân hôn" (洞房之夜)                              |
| 13  | "Đột phá vòng vây" (突出重围)                         |
| 14  | "Giả danh Thất Kiếm" (移花接木)                       |
| 15  | "Làm quen" (相认)                                     |
| 16  | "Trư Vô Giới quấy rối" (猪无戒搅局)                   |
| 17  | "Phát hiện gian tế" (发现暗层)                        |
| 18  | "Hợp bích thất bại" (合璧失败)                        |
| 19  | "Thuật Chiêu Hồn" (招魂引)                            |
| 20  | "Cô gái câm lên tiếng" (哑巴说话)                     |
| 21  | "Đại Bôn hái thuốc" (大奔采药)                        |
| 22  | "Cô gái câm mất tích" (哑女失踪)                      |
| 23  | "Hợp bích lần hai" (再次合璧)                         |
| 24  | "Truy tìm tung tích trong sơn động" (山洞追踪)        |
| 25  | "Đánh cược lên núi" (巧赌进山)                        |
| 26  | "Tử Vân Kiếm Pháp" (紫云剑)                           |
| 27  | "Đại chiến Long Xà" (大战蟒蛇)                        |
| 28  | "Ván bài chân tình" (真情赌局)                        |
| 29  | "Cô gái câm" (哑女)                                   |
| 30  | "Thuốc giải" (解药)                                   |
| 31  | "Trận chiến tại Bảo Tháp" (宝塔夜斗)                  |
| 32  | "Điệu hổ ly sơn" (调虎离山)                           |
| 33  | "Địa đạo kinh hoàng" (地道惊魂)                       |
| 34  | "Sự ủy thác của Hồng Miêu" (少侠有托)                 |
| 35  | "Hắc Tiểu Hổ xuất sơn" (假作真时真亦假)               |
| 36  | "Nổ Bảo Tháp" (宝塔爆炸)                              |
| 37  | "Tam kiếm hợp bích" (三剑合璧)                        |
| 38  | "Hộ pháp tìm thần y" (跳跳送人)                       |
| 39  | "Thần y Đậu Đậu" (神医逗逗)                           |
| 40  | "Tàng Thu Động" (穿云洞)                              |
| 41  | "Đa nghi" (聪明反被聪明误)                            |
| 42  | "Lam Thố hái thuốc" (蓝兔采药)                        |
| 43  | "Bích Huyết Chân Tình Thất Diệp Hoa" (碧血真情七叶花) |
| 44  | "Đau lòng kiếm khách" (伤心剑客₩                      |
| 45  | "Thoát hiểm" (机智脱困)                               |
| 46  | "Lấy độc trị độc" (红蜘蛛)                            |
| 47  | "Chữa bệnh tại Hỏa Sơn" (火山疗伤)                    |
| 48  | "Chữa bệnh tại Băng Sơn" (雪山疗伤)                   |
| 49  | "Núi tuyết lở" (高山雪崩)                             |
| 50  | "Vực tuyết nguy hiểm" (绝处逢生)                      |
| 51  | "Ngàn cân treo sợi tóc" (绝处逢生)                    |
| 52  | "Đậu Đậu thử thuốc" (逗逗试药)                        |
| 53  | "Bí mật gấu Sa Lệ" (夜送莎丽)                         |
| 54  | "Diệu kế cản địch" (巧计阻敌)                         |
| 55  | "Truy sát Đại Bôn" (追杀大奔)                         |
| 56  | "Giải cứu Sa Lệ" (救援莎丽)                           |
| 57  | "Đại Bôn thoát vòng vây" (大奔脱困)                   |
| 58  | "Sa Lệ ngộ đạo" (莎丽悟道)                            |
| 59  | "Tứ kiếm hợp bích" (四剑合璧)                         |
| 60  | "Từ Thiết Trận" (宝剑失锋)                            |
| 61  | "Khoái Hoạt Lâm" (快活林)                             |
| 62  | "Đại Bôn cai rượu" (强制戒酒)                         |
| 63  | "Sơn trang Bôn Lôi" (奔雷山庄)                        |
| 64  | "Nguy hiểm rình rập" (步步危机)                       |
| 65  | "Kịch chiến" (陵园激战)                               |
| 66  | "Lẫn lộn khó phân biệt" (扑朔迷离)                    |
| 67  | "Đại Bôn trở tài" (粗中有细)                          |
| 68  | "Lửa cháy liên hoàn" (火烧连营)                       |
| 69  | "Giải cứu Đại Bôn" (救援大奔)                         |
| 70  | "Đại Bôn cứu mẹ" (大奔救母)                           |
| 71  | "Trận chiến trên đảo" (孤岛)                          |
| 72  | "Cai rượu cai bạc" (戒酒戒赌)                         |
| 73  | "Cứu viện thành công" (救援成功)                      |
| 74  | "Hy sinh vì Thủy Hỏa Côn" (舍身取棍)                  |
| 75  | "Lấy kiếm" (取剑)                                     |
| 76  | "Ngũ kiếm hợp bích" (五剑合璧)                        |
| 77  | "Dã Trư Lâm" (野猪林)                                 |
| 78  | "Sứ giả phục thù" (考验)                              |
| 79  | "Thử thách" (复仇使者)                                |
| 80  | "Kỳ Lân giả" (考验)                                   |
| 81  | "Kỳ Lân hiện thân" (疑云密布)                         |
| 82  | "Kỳ Lân giả hiện thân" (假麒麟)                       |
| 83  | "Thoát hiểm đầm lầy" (沼泽脱险)                       |
| 84  | "Con tin" (人质)                                      |
| 85  | "Thanh Quang Kiếm" (第六剑)                           |
| 86  | "Chân tướng" (真相)                                   |
| 87  | "Lục kiếm hợp nhất" (六剑合璧)                        |
| 88  | "Thích khách điên cuồng" (疯狂剑客)                   |
| 89  | "Linh Tuyền Bảo Ngọc" (灵泉宝玉)                      |
| 90  | "Hiểu lầm" (误会)                                     |
| 91  | "Thất kiếm hội tụ" (七剑汇合)                         |
| 92  | "Vào hang cọp" (再入虎穴)                             |
| 93  | "Hồng Miêu cai độc" (虹猫戒毒)                        |
| 94  | "Thương lượng với ma giáo" (魔鬼的交易)               |
| 95  | "Đại âm mưu" (天大阴谋)                               |
| 96  | "Hồng Miêu thật giả" (真假虹猫)                       |
| 97  | "Tử mẫu tàn cục" (子母困局)                           |
| 98  | "Hồng Miêu trị bệnh" (治疗虹猫)                       |
| 99  | "Khống chế Đậu Đậu" (逗逗被制)                        |
| 100 | "Gặp lại Hồng Miêu" (又见虹猫)                        |
| 101 | "Khống chế Lam Thố" (蓝兔受制)                        |
| 102 | "Thất kiếm gặp nguy" (七剑危机)                       |
| 103 | "Khống chế Hộ pháp" (控制跳跳)                        |
| 104 | "Cứu người đoạt ngọc" (救人夺宝)                      |
| 105 | "Hỏa Vũ Lôi Phong" (火舞旋风)                         |
| 106 | "Tự chuốc diệt vong" (自取灭亡)                       |
| 107 | "Thoát vây" (突围)                                    |
| 108 | "Thất kiếm hợp bích" (七剑合璧)                       |

### Phần hai
| #  | Tên tập phim                                 |
| -- | -------------------------------------------- |
| 1  | "Tam Nương chuộc tội" (三娘赎罪)             |
| 2  | "Âm mưu sát hại sư phụ" (欺师灭祖)           |
| 3  | "Tam Nương nói dối" (美丽谎言)               |
| 4  | "Sức mạnh của Phong Thần Thú" (风之神兽)     |
| 5  | "Nội lực của Phong Thần bị mất" (风兽内丹)   |
| 6  | "Cơn đau của A Mộc" (阿木的痛苦)             |
| 7  | "Sự nghi ngờ của A Mộc" (疑惑重重)           |
| 8  | "Sự thật đau lòng" (真情之泪)                |
| 9  | "Sự hiểu lầm của A Mộc" (出现误会)           |
| 10 | "Hiểu lầm sâu sắc của A Mộc" (误会更深)      |
| 11 | "Vũ Thần Thú" (雨之神兽)                     |
| 12 | "Vũ Quái thất vọng" (雨兽受挫)               |
| 13 | "Vũ Quái bên trong giả kim thuật" (雨兽内丹) |
| 14 | "Mẹ và con" (母子之情)                       |
| 15 | "Hoa súng Abyss" (深渊睡莲)                  |
| 16 | "Lý do tình cảm" (情感理智)                  |
| 17 | "Tình yêu đích thực của Lam Thố" (蓝兔真情)  |
| 18 | "Tạo ra mâu thuẫn" (挑拨离间)                |
| 19 | "Sự thật được tiết lộ" (真相大白)            |
| 20 | "Tích Quái hết thuốc" (雷兽失丹)             |
| 21 | "Hồng Miêu trong sự độc ác" (虹猫中邪)       |
| 22 | "Phong Lịch Cóc" (风雷拐)                    |
| 23 | "Lam Thố bị bắt" (蓝兔被抓)                  |
| 24 | "Khủng Hoảng" (同陷危机)                     |
| 25 | "Mật hoa hạn hán kéo dài" (久旱甘露)         |
| 26 | "Kế hoạch giết chắc" (绝杀计划)              |
| 27 | "Sự tùy tiện" (一意孤行)                     |
| 28 | "Sự nguy hiểm của Tích Quái" (电兽之危)      |
| 29 | "Trở Lại hiển linh" (迟来的顿悟)             |
| 30 | "A Mộc Tinh" (阿木星)                        |

### Phần ba
| #   | Tên tập phim                                    |
| --- | ----------------------------------------------- |
| 1   | "Thiên ngoại phi thiên" (天外飞仙)              |
| 2   | "Nhị Lang bị cướp" (二郎被劫)                   |
| 3   | "Hồng Miêu thật Hồng Miêu giả" (真假虹猫)       |
| 4   | "Lam Thố nuốt tinh thạch" (误吞晶石)            |
| 5   | "Khởi binh vấn tội" (发现疑点)                  |
| 6   | "Khứu giác của Tiểu Kính Tử" (巧借嗅觉)         |
| 7   | "Đại Bôn cứu người" (大奔救人)                  |
| 8   | "Vang lên một lần nữa" (再次响起)               |
| 9   | "Hỏa thạch phát sáng" (电光石火)                |
| 10  | "Thoát khỏi Thiên Lang Môn" (逃出天狼门)        |
| 11  | "Phân chia lực lượng" (分兵两路)                |
| 12  | "Lấy đại cục làm trọng" (大局为重)              |
| 13  | "Hoa biến hóa thật giả khôn lường" (真假魔幻花) |
| 14  | "Bay qua chân trời" (飞越天堑)                  |
| 15  | "Ma thuật hại người" (魔幻杀机)                 |
| 16  | "Tia hy vọng" (柳暗花明)                        |
| 17  | "Phá kỳ trận" (奇破太极现)                      |
| 18  | "Âm dương khác biệt" (阴差阳错)                 |
| 19  | "Đạt Đạt vào Động Quỷ" (闯进鬼堡)               |
| 20  | "Đạt Đạt ăn không no" (吃不饱的达达)            |
| 21  | "Đạt Đạt rời khỏi" (达达出走)                   |
| 22  | "Yến tiệc Hồng Môn" (鸿门赴宴)                  |
| 23  | "Cỏ Đan Phượng trên vách núi sâu" (惊采丹凤草)  |
| 24  | "Động Quỷ kinh biến" (鬼堡惊变)                 |
| 25  | "Rời khỏi Động Quỷ" (冲出鬼堡)                  |
| 26  | "Lam Thố nói dối" (善意谎言)                    |
| 27  | "Tin tức của Nhị Lang" (追踪暗语)               |
| 28  | "Chạy trốn tài tình" (巧奔妙逃)                 |
| 29  | "Đại Bôn ra oai" (殊死一战)                     |
| 30  | "Tình hơn núi cao" (柔情满山岗)                 |
| 31  | "Đại chiến Dược Vương Cốc" (大战药王谷)         |
| 32  | "Ngũ Nhạc Đỉnh" (五岳鼎)                        |
| 33  | "Chùa cổ kinh hồn" (古刹惊魂)                   |
| 34  | "Lam Thố bị bắt" (蓝兔被抓)                     |
| 35  | "Trừ tà ngoạn mục" (巧救蓝兔)                   |
| 36  | "Khôi phục trí nhớ" (记忆恢复)                  |
| 37  | "Đại náo đàn tế" (大闹祭台)                     |
| 38  | "Tế lễ 7 ngày" (尾七祭祀)                       |
| 39  | "Tuốt gươm giương nỏ" (虹猫报仇)                |
| 40  | "Quân tử thỏa thuận" (君子协议)                 |
| 41  | "Khiêu Khiêu bị bắt" (跳跳被抓)                 |
| 42  | "Trao đổi" (不公交易)                           |
| 43  | "Tam Lang bị thương" (三郎受创)                 |
| 44  | "Chuyển nguy thành an" (绝处逢)                 |
| 45  | "Lần theo dấu vết dưới đáy biển" (海底追踪)     |
| 46  | "Tiểu ma nữ vây hãm Tam Lang" (妙计困三郎)      |
| 47  | "Nhị Lang trốn thoát" (二郎出逃)                |
| 48  | "Lối vào Địa Tâm Chi Cốc" (地心入口)            |
| 49  | "Nhị Lang bị bao vây" (二郎遭困)                |
| 50  | "Trận địa Bàn Cổ Khai Thiên" (盘古开天阵)       |
| 51  | "Trí dũng song toàn" (智勇双全)                 |
| 52  | "Nhị Lang được cứu" (二郎获救)                  |
| 53  | "Hỏa Luân Nhãn" (地心之“火轮眼”)                |
| 54  | "Âm mưu của Hắc Sát" (巧救二郎)                 |
| 55  | "Dã tâm bành trướng" (野心膨胀)                 |
| 56  | "Đường hắc ám"                                  |
| 57  | "Suy tính của Tam Lang"                         |
| 58  | "Trận chiến trên hồ"                            |
| 59  | "Đại chiến với thần canh giữ"                   |
| 60  | "Thời khắc sinh tử"                             |
| 61  | "Tinh thạch hiện thể"                           |
| 62  | "Ngọc Thiềm Cung đấu trí"                       |
| 63  | "Thiên thạch bị cướp"                           |
| 64  | "Ép cung nhẹ nhàng"                             |
| 65  | "Gió cát ma ảo"                                 |
| 66  | "Kim Tinh Thạch"                                |
| 67  | "Chân tướng sự thật"                            |
| 68  | "Giỏi tính toán"                                |
| 69  | "Chuyển hướng"                                  |
| 70  | "Thử thách Tam Lang"                            |
| 71  | "Biến giả thành thật"                           |
| 72  | "Rừng cây ăn thịt"                              |
| 73  | "Long Môn Đại Trận"                             |
| 74  | "Huynh đệ sát thủ"                              |
| 75  | "Lừa dối"                                       |
| 76  | "Ngàn cân treo sợi tóc"                         |
| 77  | "Cao hơn một nước cờ"                           |
| 78  | "Lam Thố rơi xuống vực"                         |
| 79  | "Vượt qua cổng thành"                           |
| 80  | "Thoát hiểm trong rừng trúc"                    |
| 81  | "Tiểu Kính Tử dũng cảm"                         |
| 82  | "Tam Lang tính lầm"                             |
| 83  | "Ngư, Tiểu, Canh, Độc"                          |
| 84  | "Bỏ lỡ dịp may"                                 |
| 85  | "Phỉ Thúy Sàn"                                  |
| 86  | "Chống lại phong ba"                            |
| 87  | "Ngàn cân treo sợi tóc"                         |
| 88  | "Đại Lang hy sinh"                              |
| 89  | "Cạm bẫy âm nhạc"                               |
| 90  | "Phụ tử tương phùng"                            |
| 91  | "Trà trộn vào địa cung"                         |
| 92  | "Hóa Thạch Đại Pháp"                            |
| 93  | "Hãm hại hoàng hậu chuột"                       |
| 94  | "Vi Mệnh Bất Tử Đan"                            |
| 95  | "Tranh giành tinh thạch"                        |
| 96  | "Bọ ngựa bắt ve"                                |
| 97  | "Hoàng hậu chuột giả từ bi"                     |
| 98  | "Cuộc chiến trong Vạn Hoa Lâm"                  |
| 99  | "Cuộc chiến trước hôn lễ"                       |
| 100 | "Hôn lễ"                                        |
| 101 | "Sức mạnh của tình yêu"                         |
| 102 | "Lấy lại Ngũ Nhạc Đỉnh"                         |
| 103 | "Thánh miếu"                                    |
| 104 | "Vọng Nguyệt Sơn"                               |
| 105 | "Đại chiến trên đỉnh núi"                       |
| 106 | "Nhảy xuống vực tự tử"                          |
| 107 | "Ma thú phân thân"                              |
| 108 | "Phượng Vũ hóa tiên"                            |

### Phần bốn
| #  | Tên tập phim                       |
| -- | ---------------------------------- |
| 1  | "Hắc Long Kiếm xuất hiện"          |
| 2  | "Mạc Tương gặp nạn"                |
| 3  | "Người luyện kiếm thật giả"        |
| 4  | "Hỏa sơn kinh hồn"                 |
| 5  | "Biến giỏi thành dở"               |
| 6  | "Đảo Huyền Không kinh hồn"         |
| 7  | "Hoa Thủy Tinh đoạt hồn phách"     |
| 8  | "Việc tốt thường gặp trắc trở"     |
| 9  | "Thất Tinh Chùy xuất hiện"         |
| 10 | "Khổ nhục kế"                      |
| 11 | "Dập tắt một lần"                  |
| 12 | "Bước đầu luyện kiếm"              |
| 13 | "Bát Nguyện Phi Hồng"              |
| 14 | "Thoát hiểm Tây Khê"               |
| 15 | "Công lực đứt đoạn"                |
| 16 | "Truyền tin thần bí"               |
| 17 | "Thác nước kinh hồn"               |
| 18 | "Chuyển nguy thành an"             |
| 19 | "Tuyết Nhi bỏ trốn"                |
| 20 | "Anh hùng gan dạ"                  |
| 21 | "Có tia hy vọng"                   |
| 22 | "Linh Sơn Môn Chủ tức giận"        |
| 23 | "Tuyết Nhi cứu Hồng Miêu"          |
| 24 | "Tương kế tựu kế"                  |
| 25 | "Cuộc chiến Tuyết Sơn"             |
| 26 | "Tuyết Nhi lại bỏ trốn"            |
| 27 | "Đêm hàn băng"                     |
| 28 | "Âm mưu đen tối"                   |
| 29 | "Thái cầu hô kiếm"                 |
| 30 | "Lương tiểu vô xai"                |
| 31 | "Ngọc Long Lăng"                   |
| 32 | "Thay đổi mật mã"                  |
| 33 | "Chữa trị cho Đại Bôn"             |
| 34 | "Bí mật động trời"                 |
| 35 | "Món hời ma quỷ"                   |
| 36 | "Ngầm phá hoại"                    |
| 37 | "Song trùng tâm ma"                |
| 38 | "Đậu Đậu bốc nhầm đơn thuốc"       |
| 39 | "Mạc Thù đố kỵ"                    |
| 40 | "Thân thế của Tuyết Nhi"           |
| 41 | "Lời nói dối của Linh Sơn Môn Chủ" |
| 42 | "Hắc Vũ xui xẻo"                   |
| 43 | "Thoát hiểm ở hoang đảo"           |
| 44 | "Tiết ngoại sinh chi"              |
| 45 | "Gặp nguy dưới đáy biển"           |
| 46 | "Tương kế tựu kế"                  |
| 47 | "Kĩ thuật qua cầu dây xích"        |
| 48 | "Vô gian đạo"                      |
| 49 | "Khủng hoảng thật sự"              |
| 50 | "Mạc Cửu ép cưới"                  |
| 51 | "Thiên thạch Cửu Thiên"            |
| 52 | "Hành động giải cứu"               |
| 53 | "Lập công chuộc tội"               |
| 54 | "Ván cờ tuyệt sát"                 |
| 55 | "Tuyết Nhi trợ giúp"               |
| 56 | "Thân thế của Tuyết Nhi"           |
| 57 | "Trao đổi kế trong kế"             |
| 58 | "Thiên địa hàn bi"                 |
| 59 | "Sương mù tích điện"               |
| 60 | "Theo sát bảo vệ"                  |
| 61 | "Sẩy chân bị bắt"                  |
| 62 | "Mối nguy"                         |
| 63 | "Khiêu Khiêu trong Tuyết Sơn"      |
| 64 | "Huynh đệ tương phùng"             |
| 65 | "Cửa sinh tử"                      |
| 66 | "Nước thần Tuyết Sơn"              |
| 67 | "Mẹ con Tuyết Nhi gặp nguy"        |
| 68 | "Cháy Lôi Phong Tháp"              |
| 69 | "Tia hy vọng"                      |
| 70 | "Gỗ thần hiện thế"                 |
| 71 | "Tam Đàn Ấn Nguyệt"                |
| 72 | "Tội ác tày trời"                  |
| 73 | "Hắc Phong chuộc tội"              |
| 74 | "Băng hỏa sinh lại"                |
| 75 | "Tìm lại chính mình"               |
| 76 | "Sự ra đi của Mạc Thù"             |
| 77 | "Trận đồ Thiên La Vạn Tượng"       |
| 78 | "Ánh sáng tôi luyện"               |
| 79 | "Quyết chiến trên đỉnh núi"        |

### Phần năm
| #  | Tên tập phim                     |
| -- | -------------------------------- |
| 1  | "Dòng suối bất lão"              |
| 2  | "Lam Thố mất trí"                |
| 3  | "Buổi lễ Phượng Hoàng"           |
| 4  | "Bái sư gặp khó khăn"            |
| 5  | "Đom đóm trong đêm"              |
| 6  | "Hồng Miêu làm tạp vụ"           |
| 7  | "Cướp cá từ miệng Chim Ưng"      |
| 8  | "Quy luật chuyển động của gió"   |
| 9  | "Cô Lỗ Lỗ"                       |
| 10 | "Trà Long Diên"                  |
| 11 | "Sự phá hoại của Gấu Kiên Cường" |
| 12 | "Tin buồn của Lam Thố"           |
| 13 | "Cánh diều thất lạc"             |
| 14 | "Huấn luyện đặc biệt"            |
| 15 | "Vị khách không mời"             |
| 16 | "Phi tặc"                        |
| 17 | "Vô tình mắc lỗi"                |
| 18 | "Thần thú đáng ghét"             |
| 19 | "Bữa tiệc sinh nhật"             |
| 20 | "Phong Long thức tỉnh"           |
| 21 | "Bị bắt làm tạp dịch"            |
| 22 | "Bức thư lông vũ"                |
| 23 | "Phong Vân đấu thú"              |
| 24 | "Ứng cứu"                        |
| 25 | "Hàn Thiên gia nhập võ quán"     |
| 26 | "Người nữ tính nhất"             |
| 27 | "Đinh Đương yếu đuối"            |
| 28 | "Thần bảo vệ Lam Thố"            |
| 29 | "Trước giờ tuyển chọn"           |
| 30 | "Thi đấu chèo thuyền"            |
| 31 | "Kẻ giấu mặt"                    |
| 32 | "Kẻ che mặt thần bí"             |
| 33 | "Hy vọng"                        |
| 34 | "Cõi Niết Bàn"                   |
| 35 | "Quyết chiến với kẻ địch"        |
| 36 | "Anh hùng trở lại"               |
| 37 | "Thắng thêm một trận"            |
| 38 | "Thần thú phù hộ"                |
| 39 | "Uy lực của Đao Gió"             |
| 40 | "Đối quyết gian khổ"             |
| 41 | "Trục xuất"                      |
| 42 | "Không để mày râu"               |
| 43 | "Ngọt như mật"                   |
| 44 | "Thêu dệt sinh tử"               |
| 45 | "Thoát ra khỏi kén"              |
| 46 | "Mê cung hoa"                    |
| 47 | "Phi Điểu Nan Độ"                |
| 48 | "Nhanh trí tìm hoa"              |
| 49 | "Đối thủ đáng sợ!"               |
| 50 | "Ngũ vị tạp trần"                |
| 51 | "Đại chiến Phong Long"           |
| 52 | "Đội ngũ Phượng Hoàng"           |

## Âm nhạc

### Phiên bản Tiếng Việt
- Phần một

Bài hát mở đầuHùng Ca thất kiếm / Lời Việt: Thanh Hồng / Thể hiện: Trí Luân - Quốc Quân - Hoàng Sơn
Bài hát kết thúcMơ khúc bên người / Lời Việt: Thanh Hồng / Thể hiện: Huyền Chi
- Phần hai

Bài hát mở đầuYên bình / Lời Việt: Huyền Chi / Thể hiện: Tiến Đạt
Bài hát kết thúcMơ khúc / Lời Việt: Thanh Hồng / Thể hiện: Huyền Chi
- Phần ba

Bài hát mở đầuNgày nắng lên / Lời Việt: Thanh Hồng / Thể hiện: Quốc Quân
Bài hát kết thúcDừng chân / Lời Việt: Thanh Hồng / Thể hiện: Huyền Chi
- Phần bốn

Bài hát mở đầuNgày về / Lời Việt và Thể hiện: Tiến Đạt
Bài hát kết thúcMơ khúc / Lời Việt: Thanh Hồng / Thể hiện: Huyền Chi

## Phim hoạt hình tương tự
- Hồng Miêu, Lam Thố - Khám phá vũ trụ (虹猫蓝兔闯太空)
- Hồng Miêu, Lam Thố - Hài kịch (虹猫蓝兔小幽默)
- Hồng Miêu, Lam Thố - Nhạc phiên thiên (虹猫蓝兔乐翻天)
- Hồng Miêu, Lam Thố và những khoảnh khắc vui vẻ (虹猫蓝兔之开心一刻)
- Hồng Miêu, Lam Thố - Bạn hỏi tôi trả lời (虹猫蓝兔之你问我答)
- Hồng Miêu, Lam Thố và vương quốc cổ tích (虹猫蓝兔之童话王国历险记)
- Hồng Miêu, Lam Thố và những con chữ vui vẻ (虹猫蓝兔快乐识字)
- Hồng Miêu, Lam Thố và công viên tri thức vui vẻ (虹猫蓝兔开心智趣园)
- Hồng Miêu, Lam Thố - Vũ trụ (虹猫蓝兔之猫眼看宇宙)
- Hồng Miêu, Lam Thố và thế giới khủng long (虹猫蓝兔之恐龙世界)
- Hồng Miêu, Lam Thố và cuộc phiêu lưu dưới Đại Dương (虹猫蓝兔海底历险记)
- Hồng Miêu, Lam Thố và cuộc phiêu lưu đến Mộng Chi Quốc(虹猫蓝兔梦之国历险记)
- Hồng Miêu, Lam Thố và cuộc phiêu lưu đến Áo Lạp Quốc (虹猫蓝兔奥悠国历险记)
- Hồng Miêu, Lam Thố và Thất hiệp ngoại truyện - Phần: Khiêu Khiêu(虹猫蓝兔七侠外传 跳跳篇)